# آبشار پیلیسکی
آبشار پیلیسکی (به انگلیسی: Piljski waterfall) آبشاری است که در بوسنی و هرزگوین واقع شده و ارتفاع کلی ریزشگاه آن ۶۵،۵ متر (۲۱۲ پا) است.